# Une aventure dans les airs
Une aventure dans les airs (titre original An Adventure in the Upper Sea) est une nouvelle américaine de Jack London publiée aux États-Unis en 1902.

## Historique
La nouvelle est publiée initialement dans le périodique The Independent (en) en mai 1902, avant d'être reprise plus tard dans le recueil posthume Courage hollandais en septembre 1922.

## Éditions

### Éditions en anglais
- An Adventure in the Upper Sea, dans le périodique The Independent (en), mai 1902.
- An Adventure in the Upper Sea, dans le recueil Dutch Courage and Other Stories, New York ,McClure, Phillips & Co., 1922

### Traductions en français
- Une aventure dans les airs, traduit par Louis Postif , in En rire ou en pleurer ?, recueil, 10/18, 1975[1].

## Sources
- (en) Jack London's Works by Date of Composition
- « Bibliographie de Jack London », sur jack-london.fr (consulté le 2 juin 2024)